# Akira Miyoshi
Pour les articles homonymes, voir Miyoshi.
Akira Miyoshi (三善晃, Miyoshi Akira), né le 10 janvier 1933 et mort le 4 octobre 2013, est un compositeur japonais.

## Biographie
Il commence à prendre des leçons de piano et de composition dès l'âge de trois ans. Par la suite, il étudie le violon avec Kozaburo Hirai. En 1951 il entre au Département de littérature française de l'Université de Tokyo. Sa sonate remporte le premier prix du Concours de musique japonaise en 1953, et son concerto pour piano le prix Otaka en 1954. Il part en France en 1955 pour étudier la composition au Conservatoire de Paris avec Henri Challan et Raymond Gallois-Montbrun, et est très influencé par Henri Dutilleux.
Revenu au Japon en 1957, il poursuit ses études de français jusqu'en 1960, continuant à composer de nombreuses œuvres qui lui valent la reconnaissance au Japon et dans le monde.

## Œuvres principales

### Orchestrales
- Mutation symphonique (Kokyotekihenyo) (1958)
- Trois mouvements symphoniques (Kokyo Sansho) (1960)
- Concerto pour piano et orchestre (1962)
- Duel pour soprano et orchestre (1964)
- Concerto pour orchestre(1964)
- Concerto pour violon et orchestre (1965)
- Odes métamorphosées (Henyojojotanshi) (1969)
- Requiem pour chœur mixte et orchestre (1971)
- Rheos (1976)
- Noesis (1978)
- Psaume pour chœur mixte et orchestre (1979)
- En-soi lointain (1982)
- Kyômon pour chœur d'enfants et orchestre (1984)
- En passant pour violon et orchestre (1986)
- Litania pour Fuji (1988)
- Sur les arbres pour piano à mains et orchestre (1989)
- Étoile à cordes pour violon et orchestre (1991)
- Dispersion de l’été (Natsu no Sanran) (1995)
- Étoile à échos (Kodamatsuri Hoshi) (1996)
- Fruits de brume (1997)
- Chanson terminale: Effeuillages des Vague (Enka・Namitsumi) (1998)

### Orchestre d'harmonie
- Sapporo Olympic Fanfare (1972)
- Subliminal Festa (Secret Rites) (1987)
- Stars Atlanpic '96 (1990)
- Cross-by March (1991)
- Millenium Fanfare (2000)
- West Wind (2002)

### Musique de chambre
- Violon sonate (1954)
- Sonata pour flûte, violoncelle et piano (1955)
- Quatuor à cordes No. 1 (1962)
- Converstaion pour marimba (1962)
- Quatuor à cordes No. 2 (1967)
- Torse III pour marimba (1968)
- Huit poèmes pour ensemble de flûtes (1969)
- Torse IV pour instruments japonais et quatuor à cordes (1971)
- Torse V pour 3 marimbas (1973)
- Nocturne pour cinq exécutants (1973)
- Protase "de loin à rien" pour 2 guitare (1974)
- Hommage pour flûte, violon et piano (1970-75)
- Epitase pour guitare (1975)
- Litania pour contrebasse et batteries (1975)
- Ixtacchihuatl pour ensemble de batteries (1980)
- Miroir pour violon (1981)
- Rêve colorie pour 2 clarinettes (1982)
- 5 Poèmes pour guitare (1985)
- Perspective en spirale pour clarinette en si bémol (1989)
- Ombre scintillante pour harpe et flûte (1989)
- Ripple pour marimba (1991)
- Quatuor à cordes No. 3 - Constellation Noire (Kuro no Seiza) (1992)

### Piano
- Sonate pour piano (1958)
- Étude en forme sonate (1967)
- Chaînes (1973)
- En vers (1980)
- Phenomene sonore I  (1984)
- Cahier sonore pour piano à quatre mains (1985)
- Phenomene sonore II  (1995)
- Pour le piano - mouvement circulaire et croisé (1998)

### Musique vocale
- En blanc (1962)
- Sei sanryoh hari pour soprano et piano (1962)

### Musique chorale
- À fille qui se marie (Totsugu Musume ni) pour chœur mixte (1962)
- Saisons d'enfants pour chœur mixte (1965)
- Cinq tableaux pour enfants pour chœur mixte et piano (1968)
- Odeko no Koitsu pour chœur d'enfants et piano(1971)
- Five Japanese Folk Songs pour chœur mixte (1973)
- Three songs of Mother Goose pour chœur d'enfants (1981)
- Ballades to the Earth pour chœur mixte (1983)
- Trois nocturnes pour chœur de femmes et piano (1985)